# Hornotulomská přehrada
Hornotulomská přehrada (rusky Верхнетуломское водохранилище) je přehradní nádrž v Murmanské oblasti v Rusku. Má rozlohu 745 km². Je 85 km dlouhá a maximálně 20 km široká. Průměrná hloubka je 15 m. Má objem 11,5 km³.

## Vodní režim
Byla vytvořena přehradní hrází Hornotulomské vodní elektrárny na řece Tulomě a naplněna v letech 1964-1965. Úroveň hladiny kolísá v rozsahu 6 m. Reguluje dlouhodobé kolísání průtoku. Vodní nádrž byla postavena za účelem získávání vodní energie, splavování dřeva a zásobování vodou. Je zde rozvinuté rybářství (lososi, pstruzi, lipani, štiky, síhové).